# Jupiter Magnetospheric Orbiter
Le Jupiter Magnetospheric Orbiter (木星磁気圏オービター, JMO) est un projet abandonné de sonde spatiale proposé par l'Agence d'exploration aérospatiale japonaise (JAXA) ayant pour but d'étudier in situ la magnétosphère de Jupiter en tant que modèle pour les disques magnétiques astrophysiques.

## Histoire
Le JMO est d'abord proposé en 2006 en tant que contribution japonaise à l'Europa Jupiter System Mission (EJSM), aujourd'hui annulée. Il est ensuite proposé de l'emmener jusqu'à Jupiter grâce au Jupiter and Trojan Asteroid Explorer (Trojan Asteroid Explorer)[réf. nécessaire].
La discussion au sujet d'une collaboration pour une mission vers Jupiter entre l'ESA et le Japon (JAXA) commence en 2006. En 2007, l'orbiteur est proposé pour un lancement en 2020 avec le Jupiter Ganymede Orbiter (JGO) de l'Agence spatiale européenne duquel il se décroche à son approche de Jupiter en 2025-2026,,. Cependant, la collaboration pour l'EJSM est démantelée et la NASA renomme son initiative avec l'Europa Clipper, Jupiter Icy Moons Explorer pour l'ESA, et Laplace-P pour Roscosmos.
L'objectif du JMO est d'étudier en détail et in situ la magnétosphère de Jupiter en tant que modèle pour un disque magnétisé astrophysique et avec des investigations en « 3-point » du système jovien via des observations synergiques avec les autres orbiteurs. La taille et le poids du JMO est limité au transport d'une charge de 10 kg, soit l'équivalent de 2 à 3 instruments scientifiques. Pour conduire ces observations inédites, l'engin transporte un spectroscope d'imagerie à rayons X, distinguant différentes longueurs d'onde émanant des instruments à bord de la sonde de la NASA Juno.
En novembre 2013, les scientifiques de la JAXA déclarent qu'« il est difficile pour la JAXA de lancer la mission interplanétaire toute seule pour correspondre aux contraintes d'emploi du temps pour l'observation en coopération avec JUICE. Du coup, une collaboration avec les groupes et l'équipe européenne serait nécessaire pour les scientifiques japonais afin de participer dans cette mission attirante vers le système de Jupiter. ». Il en résulte la sélection de quatre instruments des équipes de développement japonaises pour les 10 que compte la mission Jupiter Icy Moons Explorer (JUICE).